# Stade Philippin omnisports Rouen Basket
Lo Stade Philippin omnisports Rouen Basket, noto semplicemente come S.P.O. Rouen Basket è una società cestistica avente sede a Rouen, in Francia. Parte della polisportiva Stade philippin omnisports Rouen, fondata nel 1892, anche se la sezione di pallacanestro è stata creata nel 1998, gioca nel campionato francese.
Disputa le partite interne nella Salle des Cotonniers, che ha una capacità di 1.300 spettatori.